# Здание Ташкентского Кауфманского детского приюта
Зда́ние Ташке́нтского Ка́уфманского де́тского прию́та — утраченный памятник архитектуры периода Российской империи в городе Ташкенте. Был построен в 1913—1915 годах по проекту В. С. Гейнцельмана и Н. Н. Ботвинкина.
Здание функционировало в качестве сиротского приюта до Октябрьской революции. В 1918—1931 гг. в его стенах действовала Образцовая трудовая школа имени Карла Либкнехта под руководством педагога-просветителя В. Ф. Лубенцова. В 1941—2017 годах постройку занимал Институт энергетики и автоматики. В связи с реконструкцией района в 2017 года было объявлено о разборе и переносе архитектурного памятника в центр столицы.

## Расположение
Здание Кауфманского детского приюта расположено в Мирзо-Улугбекском районе Ташкента по улице Чарогон (бывшая улица Сагу).

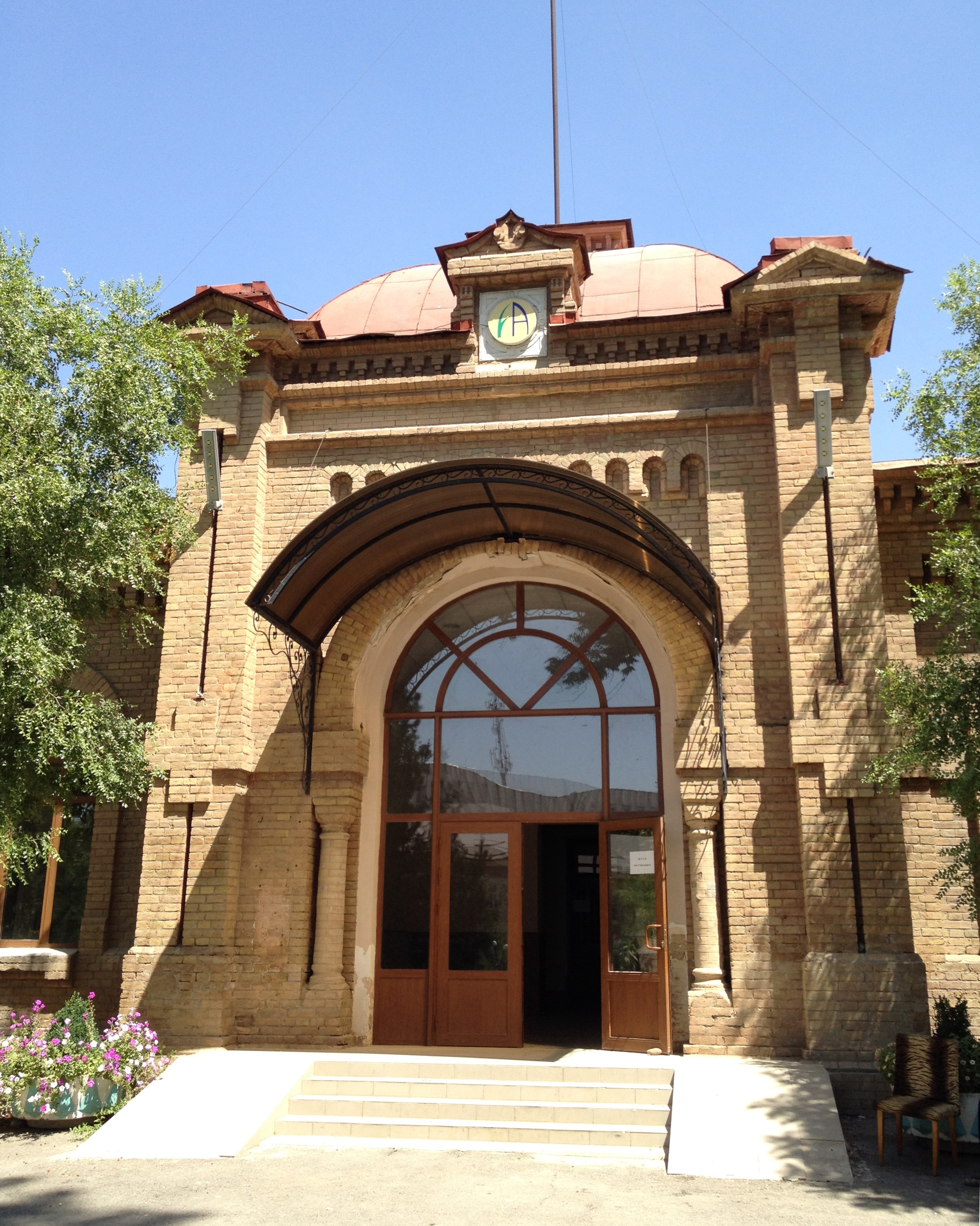
Вход в здание приюта

## История

### Детский приют
В начале XX века в Ташкенте имелось два приюта для детей: Александровский и Кауфманский (получил имя в память о генерал-губернаторе Туркестана и учредителе Туркестанского благотворительного общества К. П. фон Кауфмане, который ежегодно отпускал средства на воспитанников из своего распоряжения). Кауфманский приют, находившийся между углом Хивинской улицы и Пушкинской улицей, одновременно владел загородной (на тот момент) территорией близ села Никольского. Летом 1912 года в этой местности было решено возвести новое здание, рассчитанное на проживание 100 сирот, для чего был сформирован Комитет по планированию строительства.

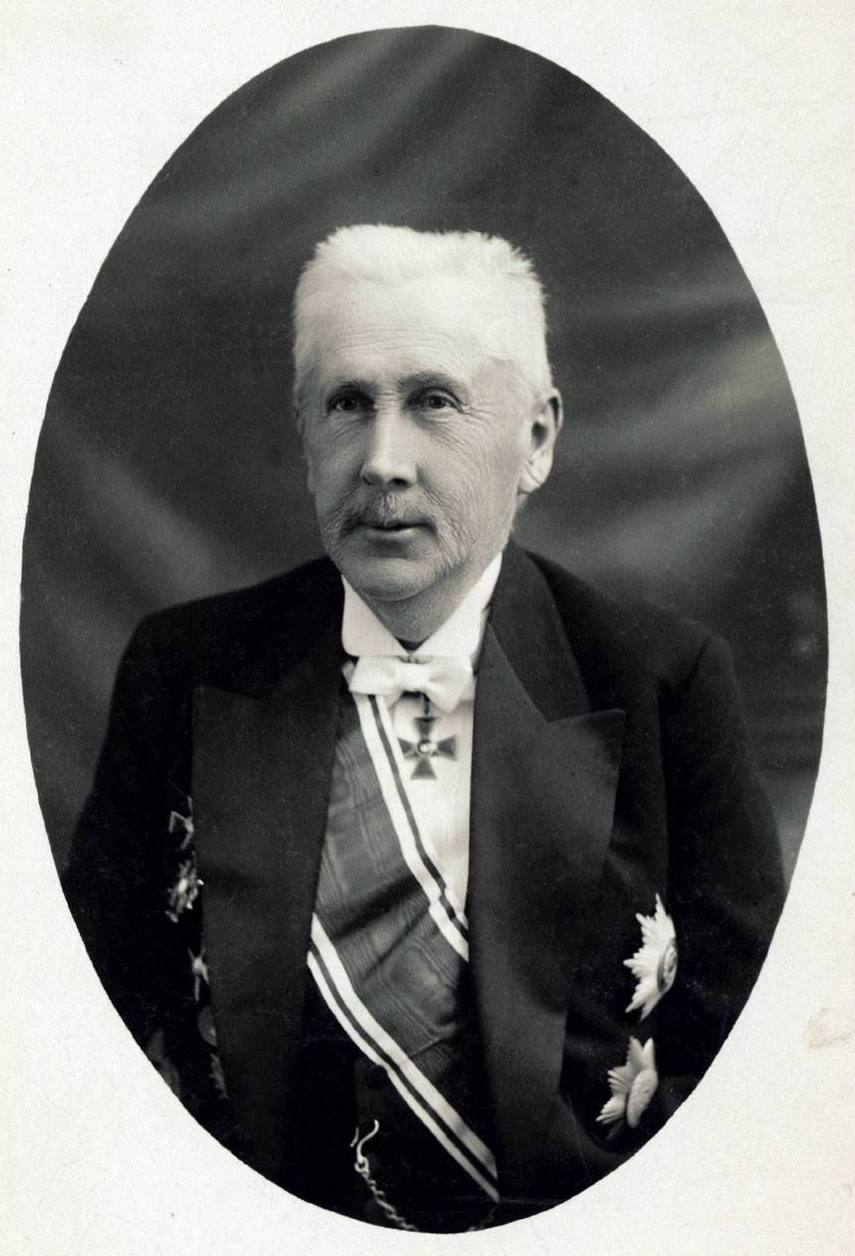
Архитектор В. С. Гейнцельман

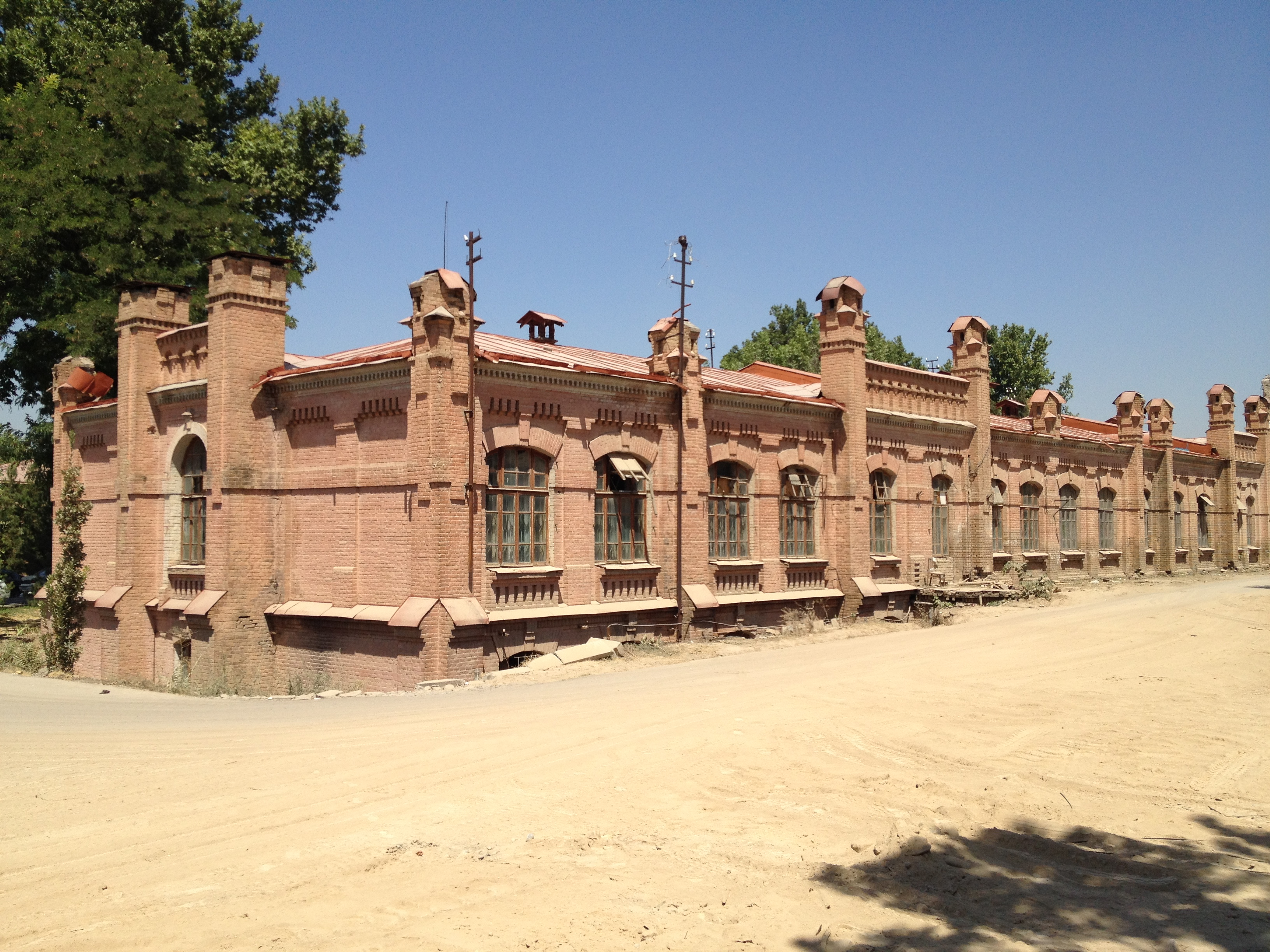
Восточное крыло здания приюта

В состав комитета вошли, в частности, М. А. Садырин (председатель), С. Я. Бердин, В. С. Гейнцельман, А. Маллябаев, Н. И. Никитин, А. А. Бурмейстер, при этом все его участники трудились бесплатно. Проект здания был составлен инженерами-архитекторами В. С. Гейнцельманом и Н. Н. Ботвинкиным, причём Гейнцельман не только подготовил чертежи и планы, но и проверял сметы, следил за их исполнением.

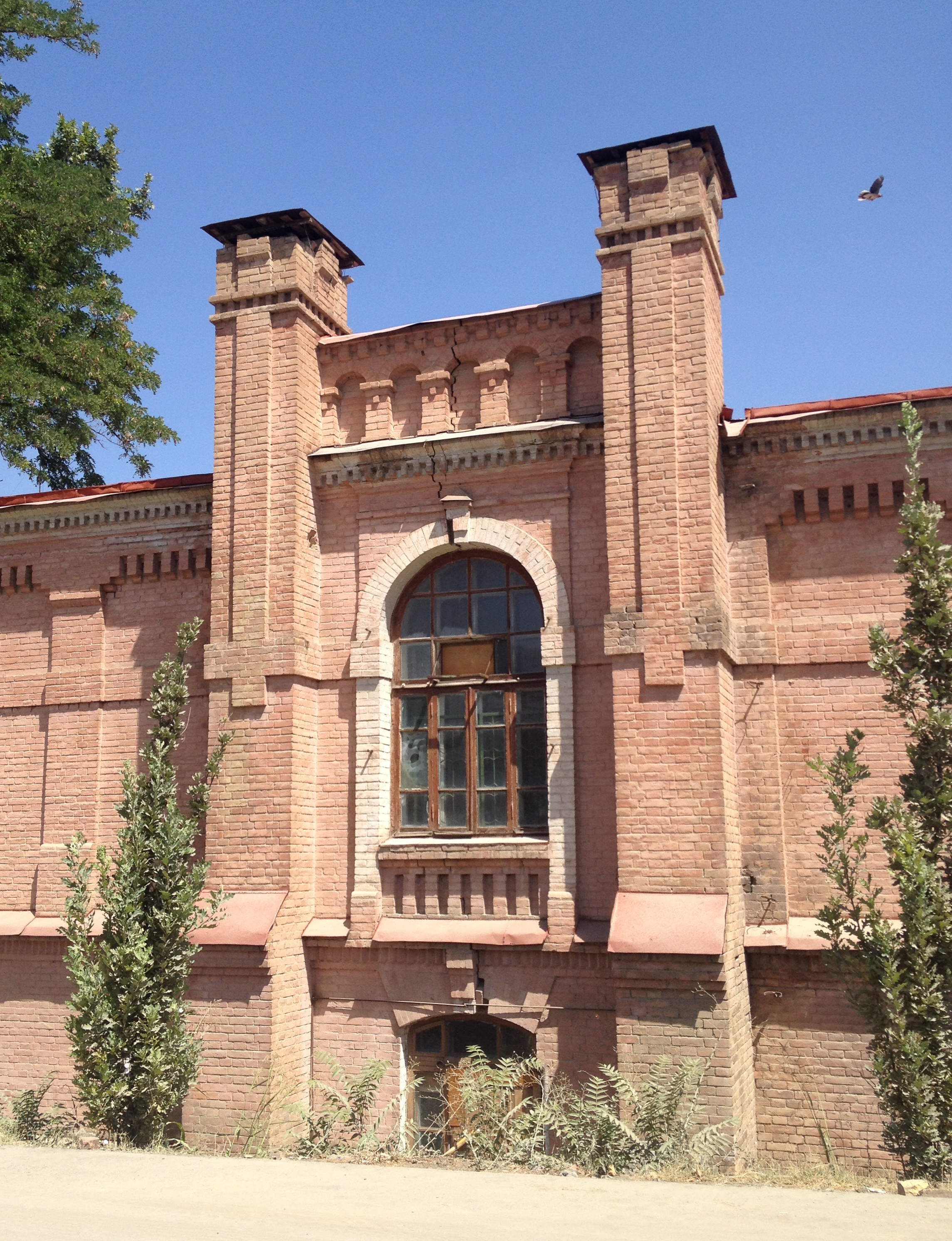
Фрагмент торца восточного крыла

Здание было возведено из жжённого кирпича. В его планировке применено нестандартное инженерное решение по обеспечению вентиляции и естественного света в коридорах первого этажа посредством стеклянных конструкций на крыше. Начавшаяся Первая мировая война существенно осложняла работы, сопровождаясь удорожанием расходов в 2—3 раза. Однако строительные материалы (лес на корню, кирпич, галька, песок, известь) были подготовлены заранее, что позволило даже понизить общую стоимость строительства до 125 135,4 рублей, сэкономив 33 565,82 рубля из средств попечительства. 2 октября 1915 года был составлен акт о приёме здания комитетом, а 13 декабря 1916 — отчёт о завершении работ, тогда же новый приют начал функционировать.

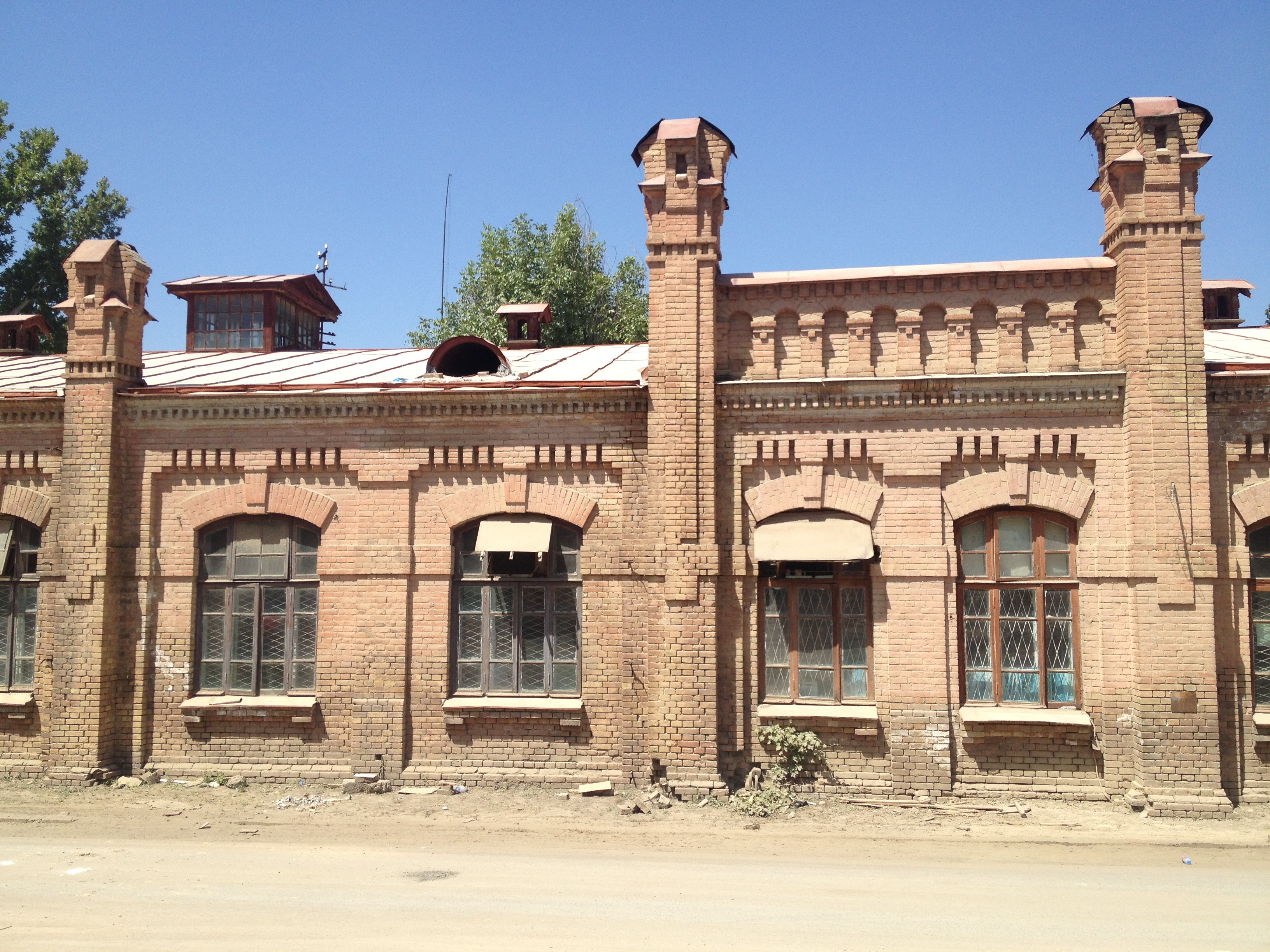
Восточное крыло здания, видна остеклённая конструкция естественного освещения через крышу

Вскоре после Октябрьской революции Кауфманский приют было решено закрыть.

### Образцовая трудовая школа
В 1918 году педагог В. Ф. Лубенцов начинает работы по созданию новой, советской трудовой школы в Туркестанском регионе. Весной этого года им была организована небольшая сельскохозяйственная дружина в Чимгане, на базе которой создаётся опытное трудовое учебное заведение в составе педагогического городка им. Павла Полторацкого, размещённого в бывшем Кадетском корпусе. Однако из-за Гражданской войны эти строения были переданы для красноармейского военного госпиталя. Взамен правительство Туркестанской АССР выделило здание, ранее принадлежавшее Кауфманскому приюту, а также около 40 га садово-огородных земель в районе Никольского, изъятых Советской властью у буржуазии. Созданная В. Ф. Лубенцовым школа-коммуна подчиняется Народному комиссариату просвещения, и в 1921 году получает имя германского и международного рабочего, коммунистического деятеля Карла Либкнехта.
Образцовая (опытно-показательная) трудовая школа имени К. Либкнехта просуществовала до 1931 (по другим данным — до 1930) года. С 1919 по 1931 год учебную подготовку в ней завершили около 600 детей — потерявших родителей и беспризорников. Её воспитанники принадлежали к различным национальностям, среди них были русские, узбеки, казахи, туркмены, татары, армяне, украинцы. В составе учреждения функционировали дом для сирот, школа с 9-летним обучением, были открыты двухгодичные курсы педагогов и агрономов. С 1925 года, по предложению В. Ф. Лубенцова, школьное обучение производилось не только на русском, но и на узбекском языке. С этого же года в школе-коммуне ежегодно набирались курсы повышения квалификации узбекских учителей, а с 1926 года заработала педагогическая лаборатория.
Неотъемлемым аспектом воспитательного процесса было формирование ученического самоуправления. В первый год коммуна сильно страдала от неорганизованности, воспитанники были массово склонны к побегам и кражам школьного имущества, в связи с чем В. Ф. Лубенцов предложил им решить острые проблемы на собрании без преподавателей. Эта нестандартная мера возымела эффект.
Новаторским в условиях Средней Азии был акцент на политехнический и трудовой характер детского образования. В тесной связи с базовыми учебными предметами воспитанники школы имени К. Либкнехта приобретали умения в сфере полеводства, столярного и слесарного дела, кузнечного ремесла, шитья. Коммуна располагала собственными производственными мастерскими и вела многообразные сельскохозяйственные работы, в последние годы — также небольшим кирпичным заводом, обеспечивая себя продукцией и поставляя её государству. Каждый день часть учеников назначалась в трудовые наряды. Организацию труда в отличала высокая дисциплина. В то же время стимулировалась художественная самодеятельность и интерес к искусствам, при школе действовал драматический кружок, она располагала собственным оркестром, выпускала газету.

Одна из советских фресок на стене здания

В число преподавателей школы наряду с В. Ф. Лубенцовым входил руководитель научно-педагогической комиссии при Народном комиссариате просвещения ТАССР/УзССР Н. П. Архангельский (оба будут удостоены звания заслуженного учителя УзССР). Многие из выпускников стали квалифицированными преподавателями, рабочими, учёными, в их числе: медик, лауреат Ленинской премии Я. Х. Туракулов, народный художник Узбекистана А. А. Абдуллаев, генетик М. Е. Лобашёв (один из прототипов Сани Григорьева в романе «Два капитана»), минералог А. А. Кухаренко, геолог А. А. Бабин.
В 1931 году, в связи с переносом столицы Узбекской ССР из Самарканда в Ташкент, здание бывшего Кауфманского приюта было отдано на правительственные нужды. Школа имени Карла Либкнехта оказалась закрыта, однако В. Ф. Лубенцов продолжил педагогическую деятельность в той же сфере, переехав в Самарканд.
В 1920—30-е годы или, по другим данным, в период Великой Отечественной войны на внешний участок стены, близ бокового входа в здание, были нанесены фрески, которые сохранились до настоящего времени.

### Институт энергетики и автоматики
В 1941 году в связи с эвакуацией научных кадров из Ленинграда на базе  энергоотдела Института водохозяйственных проблем в Ташкенте создаётся Энергетический институт, впоследствии преобразованный в Институт энергетики и автоматики. Учреждение разместилось в бывшем здании приюта и трудовой школы. При институте были созданы испытательные энергетические полигоны, в 1957 году здесь был смонтирован и начал действовать первый каскадный трансформатор.
В 2006 году архитектурный памятник прошёл экспертизу Государственного управления в области охраны и использования памятников истории и культуры Узбекистана, и, учитывая также архивные материалы, получил статус охраняемого на государственном уровне. Здание института энергетики и автоматики (под номером 1825) входит в перечень объектов исторической, художественной или иной культурной ценности согласно приложению к Постановлению № 335 Кабинета министров Республики Узбекистан от 5 декабря 2014 года («Об утверждении Перечня объектов, в отношении которых вследствие их исторической, художественной или иной культурной ценности применение залога и ипотеки не допускается»).
В 2016 году Институт энергетики и автоматики был преобразован в научно-технический центр акционерного общества «Узбекэнерго», которое продолжило занимать историческое строение.

## Настоящее время
9 января 2017 года был принят план реконструкции Мирзо-Улугбекского района на 2017—2019 год. По словам Миробида Джамалова — исполняющего обязанности архитектора района, — территория, на которой расположен бывший Кауфманский приют, должна стать парковой зоной, однако директивы насчёт самого исторического памятника отсутствуют и, в связи с его ценностью, должны быть приняты Кабинетом министров на основе работы специальной государственной комиссии. Однако бывший сотрудник отдела капитального строительства Главного управления благоустройства в составе хокимията (мэрии) Ташкента В. Маевский отметил, что местность вообще не относилась к планово реконструируемым зонам.
В настоящее время научный центр переводится в другой район, где ему выделено значительно меньшее здание. Производится снос вспомогательных строений института и примыкающего частного сектора. Штаб сноса развёрнут прямо напротив фасада Кауфманского приюта.
Среди общественности Ташкента возникли опасения, что архитектурному памятнику грозит ликвидация. Журналистам и блогерам, выехавшим для прояснения вопроса, запрещали проводить фотосъёмку, либо даже не подпускали к зданию, отказывались предоставить информацию о его судьбе. Не называвшие себя представители штаба выясняли у них личные данные. Большинство опрошенных «Газетой.уз» сотрудников научного центра подтверждали, что бывший Кауфманский приют по планам также подлежал сносу, другие считали вопрос нерешённым. Кроме того, отмечались негативные последствия передислокации научного центра для его ценного оборудования. Новость о потенциальном сносе здания Кауфманского приюта стала одной из наиболее активно обсуждаемых в Ташкенте.
По сообщению «Газеты.уз», 10 июля 2017 года реконструируемый участок посетил премьер-министр Узбекистана Абдулла Арипов, который распорядился сохранить и отреставрировать памятник архитектуры. 18 июля Государственный комитет Узбекистана по архитектуре и строительству передал решение, которое подтвердили источники в правительстве: здание Кауфманского приюта подлежит переносу в центр Ташкента путём разбора и точного воссоздания («регенерации») из подлинного кирпича. То же интернет-издание сообщило, что инициатива исходила от президента Узбекистана Ш. М. Мирзиёева. Одновременно было отмечено, что нынешнее состояние постройки является аварийным. Корреспондент издания «Новости Узбекистана», посетивший работы, подтвердил серьёзные повреждения отдельных конструкций здания: трещины в кладке фасада одного из крыльев, изъеденные насекомыми брёвна-лаги в полу, изношенность стропил от времени, следы локального пожара на чердаке.
На 26 июля 2017 года завершён демонтаж конструкций крыши, ведутся работы по разделению и вывозу кирпичной кладки. Для воссоздания архитектурного памятника отведена территория позади Ташкентского юридического университета. 25 августа от бывшего детского приюта осталась только входная арка.
26 августа 2017 года снос здания Ташкентского Кауфманского детского приюта, который шёл более полутора месяцев, полностью завершён.